# ۷۹۶ (قمری)
۷۹۶ (قمری)، هفتصد و نود و ششمین سال در گاهشماری هجری قمری است. اول محرم این سال برابر با چهاردهم نوامبر سال ۱۳۹۳ میلادی است.

## وابسته
- مرینیان